# Nesiocina
Nesiocina is een geslacht van weekdieren uit de klasse van de Gastropoda (slakken).

## Soorten
- Nesiocina abdoui Richling & Bouchet, 2013
- Nesiocina discoidea (Pease, 1868)
- Nesiocina gambierensis Richling & Bouchet, 2013
- Nesiocina grohi Richling & Bouchet, 2013
- Nesiocina mangarevae Richling & Bouchet, 2013
- Nesiocina parvula (Pease, 1868)
- Nesiocina pauciplicata Richling & Bouchet, 2013
- Nesiocina pazi (Crosse, 1865)
- Nesiocina solidula (G. B. Sowerby I, 1839)
- Nesiocina superoperculata Richling & Bouchet, 2013
- Nesiocina trilamellata Richling & Bouchet, 2013
- Nesiocina unilamellata Richling & Bouchet, 2013
- Nesiocina villosa (Anton, 1838)